# سیاه پوستان پورتوریکو
پروتوریکویی های آفریقایی تبار (سیاه پوستان پورتوریکو) (به انگلیسی:Afro–Puerto Ricans)اصالتاً صحرای آفریقا، که عمدتاً از نوادگان بردگان، آزادگان و سیاه پوستان آزاد اصالتاً آفریقای غربی و مرکزی هستند.  اصطلاح آفریقایی-پورتوریکویی همچنین برای اشاره به عناصر تاریخی یا فرهنگی در جامعه پورتوریکویی مرتبط با این جامعه، از جمله موسیقی، زبان، آشپزی، هنر و مذهب استفاده می‌شود.
1. ↑  "Puerto Rico". United States Census Bureau (به انگلیسی). Retrieved February 24, 2024.
2. ↑  "Puerto Rico 2020 census". Archived from the original on 2020-02-14. Retrieved 2021-09-27.